# Władysława Martynowicz
Władysława Maria Martynowicz (ur. 27 czerwca 1892 w Warszawie, zm. 11 kwietnia 1958 w Wyrozębach) – polska nauczycielka, pedagog, harcmistrzyni, komendantka Warszawskiej Komendy Harcerek ZHP.

## Życiorys
Po ukończeniu w 1910 roku szkoły średniej przy ul. Brackiej w Warszawie, w 1911 roku zdała egzamin upoważniający ją do nauczania języka polskiego. W 1911 roku wyjechała do Lwowa, gdzie była zastępczynią drużynowej III Lwowskiej Drużyny im. Platerówny. Po powrocie do Warszawy w latach 1912–1914 studiowała polonistykę, historię i pedagogikę na Wydziale Filozoficznym Uniwersytetu Warszawskiego. W czasie nauki w szkole i w czasie studiów należała do młodzieżowych organizacji niepodległościowych: Związku Młodzieży Polskiej „Przyszłość” – „Pet” (w „Pecie” była wychowawczynią m.in. Tomasza Piskorskiego), Organizacji Młodzieży Narodowej i Związku Młodzieży Polskiej „Zet”. Po wybuchu I wojny światowej zgłosiła się do pomocy Legionom. Objęła dział mundurowy w intendenturze wojskowej oraz obsługę poczty frontowej. 
Od 1915 roku uczyła w warszawskich szkołach średnich. W 1917 roku ponownie podjęła studia, tym razem na Wolnej Wszechnicy Polskiej i w 1922 roku uzyskała dyplom z historii i archeologii.
Kontynuowała swoje zaangażowanie w harcerstwie. W Prywatnym Gimnazjum Żeńskim R. Gaczeńskiej i E. Kasprowskiej przy ul. Chłodnej 15 w Warszawie (gdzie pracowała jako nauczycielka), założyła 25 Drużynę Harcerską im. Klaudyny Potockiej. W czasie wojny polsko-bolszewickiej kierowała Działem Harcerskim w Biurze Pomocy Żołnierzom. Po wojnie, pracując w Państwowym Seminarium Nauczycielskim im. Elizy Orzeszkowej opiekowała się działającą tam 7 WŻDH. 
W 1921 roku została wybrana do Naczelnej Rady Harcerskiej. Przez wiele lat prowadziła Wydział Programowy Głównej Kwatery Żeńskiej. W 1926 roku została powołana przez NRH do Komisji Zasad Ideologii Obywatelskiej. W tymże roku została wybrana komendantką Warszawskiej Chorągwi Harcerek. W 1929 roku była członkinią Komisji Przebudowy ZHP, a w 1930 roku – członkinią Komisji Statutowej ZHP. W latach 1932–1935 była członkinią Zarządu Oddziału Warszawskiego ZHP, a do wybuchu wojny – członkinią NRH.
W latach 1934–1935 pracowała jako instruktorka ds. harcerstwa w Kuratorium Warszawskiego Okręgu Szkolnego. W latach 1935–1937 była instruktorka historii w Ministerstwie Wyznań Religijnych i Oświecenia Publicznego. Wykładała także na WWP.
Od września 1939 roku, zastępując ranną dyrektorkę, kierowała Liceum Pedagogicznym im. Elizy Orzeszkowej, a po zamknięciu szkół średnich przez Niemców w listopadzie 1939 roku zaczęła organizować tajne nauczanie. Po wojnie pracowała w tymże Liceum Pedagogicznym, a później przez 3 lata – w Liceum Ogólnokształcącym im. Juliusza Słowackiego w Warszawie. Od 1952 roku pracowała w Państwowych Zakładach Wydawnictw Szkolnych.

## Ordery i odznaczenia
- Krzyż Niepodległości (13 kwietnia 1931)[6]
- Złoty Krzyż Zasługi (trzykrotnie)
- Srebrny Krzyż Zasługi (19 marca 1931)[7]
- Odznaka XXV-lecia ZHP

## Życie prywatne
Władysława Martynowicz była córką Aleksandra, urzędnika, i Natalii z Hartmanów. Miała siostrę Aleksandrę, malarkę i nauczycielkę rysunków, w latach 1921–1926 drużynową 17 WŻDH przy szkole powszechnej nr 25 przy ul. Złotej w Warszawie.
Nie założyła rodziny.
Została pochowana na cmentarzu Powązkowskim w Warszawie (kwatera 154c-2-22).